# ポルトガル領サントメ・プリンシペ

ポルトガル領サントメ・プリンシペ
Província Ultramarina de São Tomé e Príncipe (ポルトガル語)

国歌: Hymno Patriótico（ポルトガル語）
愛国讃歌（1808年 - 1826年）

Hino da Carta（ポルトガル語）
イーノ・ダ・カルタ（1826年 - 1911年）

A Portuguesa（ポルトガル語）
ポルトガルの歌（1911年 - 1975年）

ポルトガル領サントメ・プリンシペの位置

サントメ・プリンシペは1470年の探険から、1975年の独立承認までポルトガルの植民地だった。

## 歴史
ポルトガルの探検家ジョアン・デ・サンタレム（João de Santarém）とペロ・エスコバル（Pêro Escobar）は、1470年頃に無人島を発見した 。サントメ島は聖名祝日に島が発見されため、聖トマスにちなんで名付けられた。プリンシペ島（王子の島）は、ポルトガルの王子アフォンソ（Afonso, Prince of Portugal）にちなんで名付けられた。
島への最初の入植の試みは、ポルトガル王室がサントメ島をジョアン・デ・パイバ（João de Paiva）に与えた1485年に始まった。しかし、この試みは成功しなかった。入植者は島の気候と環境下では必要な食料を生産できなかったことと、熱帯病が原因だった。最初の成功した入植地が設立されたのは、1493年にジョアン2世がアルヴァロ・カミーニャ（Álvaro Caminha）をサントメ島のカピタン・モールに任命したあとだった。これらのポルトガル人入植者は、犯罪者や孤児がかなりの部分を占めており、ユダヤ人の子供たちは、彼らがキリスト教徒として育てられたことを確認するために両親から連れて行かれた。プリンシペ島への移住は1500年に始まった。
翌年、ポルトガル人入植者はアフリカ本土から多数の奴隷を輸入し始め、収益性の高いサトウキビをサントメ島の肥沃な火山性土壌で育てた。16世紀半ば、ポルトガルは世界最大の砂糖生産国になり、サントメは莫大な富を生み出した。
17世紀最初の10年間、ポルトガル領ブラジル植民地の砂糖農園との競争と、島で頻繁に起きた奴隷反乱によって、サトウキビの収穫量はゆっくりと落ち始めた。これは砂糖生産の減少を意味した。地域経済の中心は奴隷貿易に移っていき、ほとんどは地元のメスティコの手で行われていた。島々の地理的位置は、ギニア湾とコンゴ王国から来た奴隷が「集積」され、南北アメリカに運ぶのに最適であり、大西洋奴隷貿易の重要な交易所となった 
オランダは1641年にサントメ島を占領し、1648年にポルトガル人が島を取り戻した。しかし、オランダはプリンシペ島を占領しなかった。
1753年、海賊や私掠船による頻繁な攻撃により、サントメの首都はプリンシペ島のサントアントニオに移され、諸島は1つの植民地として統治され始めた。総督は1人だけだった。首都がサントメ島に戻ったのは1852年のことだった。
19世紀初頭、ポルトガル人はロサスroçasと呼ばれる特大規模のプランテーションにコーヒーとカカオを導入し、経済を大きく成長させた。コーヒーの生産サイクルは19世紀後半に終わり、島の主な生産品はカカオに取って代わられた。その後、サントメ・プリンシペは数世代にわたって世界の主要なカカオ生産地域となり、20世紀前半の数十年間、しばしば世界一のカカオ生産地となった。
1972年、マルクス主義の民族主義政党であるサントメ・プリンシペ解放運動（MLSTP）が、独立を目的とする亡命者達によって、赤道ギニアで創設された。1974年のカーネーション革命は、ポルトガルのエスタド・ノヴォ独裁政権を終わらせ、アフリカのポルトガル植民地も脱植民地化が始まった。1975年7月12日、新しいポルトガル政権はサントメ・プリンシペの独立を認めた。